# Douglas Lewis (Politiker)
Douglas Grinslade „Doug“ Lewis, PC, QC, FCA (* 17. April 1938 in Toronto, Ontario) ist ein ehemaliger kanadischer Politiker der Progressiv-konservativen Partei Kanadas, der zwischen 1979 und 1993 Mitglied des Unterhauses sowie mehrmals Minister war.

## Leben
Douglas Grinslade Lewis war als Rechtsanwalt und Wirtschaftsprüfer tätig. Für seine Verdienste wurde er Kronanwalt (Queen’s Counsel) und engagierte sich zudem als Fellow des Canadian Institute of Chartered Accountants (FCA). Seine politische Laufbahn begann er bei der Unterhauswahl am 22. Mai 1979, als er für die Progressiv-konservative Partei Kanadas im Wahlkreis Simcoe North mit 19.388 Stimmen erstmals zum Mitglied des Unterhauses gewählt wurde. Er war im 21. Kabinett zwischen dem 1. Oktober und dem 14. Dezember 1979 Parlamentarischer Staatssekretär im Ministerium für Versorgung und Dienstleistungen. Bei der Unterhauswahl am 18. Februar 1980 wurde er mit 14.874 Stimmen im Wahlkreis imcoe North wieder zum Mitglied des Unterhauses gewählt und fungierte in der Folgezeit in der nunmehr oppositionellen PCP-Fraktion zwischen dem 9. April 1980 und dem 8. September 1991 zuerst als Sprecher für öffentliche Arbeiten und Wohnungsbau sowie im Anschluss vom 9. September 1981 bis zum 8. Februar 1983 als stellvertretender Vorsitzender der PCP-Fraktion und als solcher auch als stellvertretender Oppositionsführer. Zuletzt war er zwischen dem 9. Februar und dem 6. September 1983 Vorsitzender der PCP-Fraktion im Unterhaus.
Bei der Unterhauswahl am 4. September 1984 wurde Lewis im Wahlkreis Simcoe North mit 24.887 Stimmen erneut zum Mitglied des Unterhauses gewählt. Im 24. Kabinett von Premierminister Brian Mulroney übernahm Merrithew zahlreiche Regierungsämter. Zunächst war er vom 1. November 1984 bis zum 24. November 1985 Parlamentarischer Staatssekretär beim Präsidenten des Schatzamtes sowie im Anschluss zwischen dem 25. November 1985 und dem 14. Oktober 1986 Parlamentarischer Staatssekretär beim Präsidenten des Kronrates beziehungsweise vom 15. Oktober 1986 bis zum 14. Oktober 1987 Parlamentarischer Staatssekretär beim Stellvertretenden Premierminister und Präsidenten des Kronrates, Donald Mazankowski. Durch einen Beschluss des Kronrates vom 27. August 1987 wurde er zum Staatsminister beim Präsidenten des Schatzamtes ernannt und war als solcher vom 27. August 1987 bis zum 29. August 1989 auch Staatsminister beim Präsidenten des Kronrates, um diesen bei der Arbeit als Führer der Regierung im Unterhaus zu unterstützen.
Douglas Lewis wurde bei der Unterhauswahl am 21. November 1988 mit 21.847 Stimmen im Wahlkreis Simcoe North erneut zum Mitglied des Unterhauses gewählt. Er war im Anschluss vom 7. Dezember 1988 bis zum 29. Januar 1989 kommissarischer Präsident des Schatzamtes sowie vom 30. Januar 1989 bis zum 22. Februar 1990 Justizminister und Generalstaatsanwalt. Zugleich fungierte er zwischen dem 3. April 1989 und dem 22. Februar 1990 auch als Vorsitzender der Regierung im Unterhaus (House Leader). Nach einer Regierungsumbildung war er vom 23. Februar 1990 bis zum 20. April 1991 Verkehrsminister und im Anschluss zwischen dem 21. April 1991 und dem 24. Juni 1993 als Solicitor General Rechtsberater der Regierung und zuständiger Minister für öffentliche Sicherheit. Als Minister wurde er auch Mitglied des Kanadischen Kronrates.
Im 25. Kabinett von Premierminister Kim Campbell fungierte Doug Lewis zwischen dem 25. Juni und dem 3. November 1993 als Solicitor General und Fraktionsvorsitzender der Regierungspartei im Unterhaus. Daneben war er vom 25. Juni bis zum 24. Oktober 1993 zuständiger Kabinettsminister für Ontario. Bei der Unterhauswahl am 25. Oktober 1993 kandidierte er im Wahlkreis Simcoe North abermals für ein Mandat im Unterhaus. Er erhielt jedoch nur 13.141 Wählerstimmen und verpasste damit den Wiedereinzug ins Parlament.